# Hendrik Stedler
Hendrik Stedler, noto anche con lo pseudonimo di Rick J. Jordan (Hannover, 1º gennaio 1968), è un musicista tedesco.
È conosciuto soprattutto per essere stato membro e fondatore del gruppo techno tedesco Scooter.

## Carriera
Jordan impara a suonare il pianoforte all'età di cinque anni e completa gli studi nel 1991 al SAE Institute di Francoforte sul Meno come sound mixer. Inizia la sua carriera nel 1987 quando fonda insieme ad H.P. Baxxter i Celebrate the Nun, band Synth pop influenzata dallo stile dei Depeche Mode, ed inoltre suona come Tastierista nelle band di Hannover Laser, Megabyte, Die Matzingers e Never Delay.
Nel 1993, sempre insieme a Baxxter ed in seguito allo scioglimento dei Celebrate the Nun, fonda gli Scooter, famosa band di genere happy hardcore, trance e hardstyle. Il gruppo ancora oggi è considerato una delle più grandi realtà musicali dance ed elettroniche tedesche più famose, e porta quindi Jordan al grande successo commerciale. Milita nel gruppo fino al 2014, come principale producer, tastierista e sound designer.
Dopo la fine della militanza negli Scooter, nel 2016 inizia un sodalizio artistico con il Pianista Alexander Raytchev che dura fino al 2017, anno in cui inizia la collaborazione con il gruppo rock Leichtmatrose.
Oggi vive ad Amburgo ed è sposato con la cantante Nikk, artista che ha anche eseguito occasionalmente per Scooter, sia con la sua voce naturale sia "pitched", alcune canzoni come Jigga Jigga, Nessaja o Friends. I due hanno una figlia di nome Keira, nata il 21 agosto 2007.

## Discografia

### Con i Celebrate the Nun

#### Album
- 1990 – Meanwhile
- 1991 – Continuous

#### Singoli
- 1989 – Ordinary Town
- 1989 – Will You Be There?
- 1990 – She's a Secretary
- 1991 – Patience
- 1991 – You Make Me Wonder

### con gli Scooter

#### Album
- 1995 – ...and the Beat Goes On!
- 1996 – Our Happy Hardcore
- 1996 – Wicked!
- 1997 – Age of Love
- 1998 – No Time to Chill
- 1999 – Back to the Heavyweight Jam
- 2000 – Sheffield
- 2001 – We Bring the Noise!
- 2003 – The Stadium Techno Experience
- 2004 – Mind the Gap
- 2005 – Who's Got the Last Laugh Now?
- 2007 – The Ultimate Aural Orgasm
- 2007 – Jumping All Over the World
- 2009 – Under the Radar Over the Top
- 2011 – The Big Mash Up
- 2012 – Music for a Big Night Out

#### Singoli
- 1994 : Vallée de larmes
- 1994 : Hyper Hyper
- 1994 : Hyper Hyper – Remixes
- 1995 : Move your Ass
- 1995 : Move your Ass – Remixes
- 1995 : Friends
- 1995 : Endless Summer
- 1995 : Endless Summer – Remixes
- 1995 : Back in the U.K.
- 1995 : Back in Ireland
- 1995 : Back in the U.K. – Remixes
- 1996 : Let Me Be Your Valentine
- 1996 : Let Me Be Your Valentine – Remixes
- 1996 : Rebel Yell
- 1996 : I'm Raving
- 1996 : I'm Raving – Remixes
- 1996 : Break It Up
- 1997 : Fire
- 1997 : Fire – Remixes
- 1997 : The Age of Love
- 1997 : The Age of Love – Remixes
- 1997 : No Fate
- 1998 : How Much Is the Fish?
- 1998 : We Are the Greatest / I Was Made for Lovin' You
- 1999 : Call me Mañana
- 1999 : Faster Harder Scooter
- 1999 : Fuck the Millennium
- 2000 : I'm Your Pusher
- 2000 : She's the Sun
- 2001 : Posse (I Need You on the Floor)
- 2001 : Aiii shot the DJ
- 2001 : Ramp! (The Logical Song)
- 2002 : Nessaja
- 2003 : Weekend!
- 2003 : The Night
- 2003 : Maria (I Like It Loud)
- 2003 : Jigga Jigga!
- 2004 : Shake That!
- 2004 : Shake That! - Remix Edition
- 2004 : One (Always Hardcore)
- 2005 : Suavemente
- 2005 : Hello! (Good to Be Back)
- 2005 : Apache Rocks the Bottom!
- 2007 : Behind the Cow
- 2007 : Lass Uns Tanzen
- 2007 : The Question Is What Is the Question?
- 2007 : And No Matches
- 2008 : Jumping All Over the World
- 2008 : I'm Lonely
- 2008 : Jump That Rock (Whatever You Want) - with Status Quo (gruppo musicale)
- 2009 : J'adore Hardcore
- 2009 : Ti Sento
- 2009 : The Sound Above My Hair
- 2010 : Stuck on Replay
- 2011 : Friends Turbo
- 2011 : The Only One
- 2011 : David doesn't Eat
- 2011 : C'est Bleu
- 2012 : It'z a Biz (Ain't Nobody)
- 2012 : 4 AM
- 2012 : Army of Hardcore

### Altre produzioni e remix
- 1985 – Die Matzingers – Neandertal (album)
- 1991 – S.A.X. – Marrakesh
- 1992 – La Toya – Let's rock the House (J. Jordan Dub)
- 1993 – Fine Time Poets – Unicorn
- 1994 – Hysteria – The Flood
- 1994 – Community feat. Fonda Rae – Parade (The Loop! mix)
- 1994 – Clinique Team feat. The Hannover Posse – Summer of Love
- 1994 – Holly Johnson – Legendary Children (The Loop! mix)
- 1994 – Tony Di Bart – The Real Thing (The Loop! mix)
- 1994 – RuPaul – Everybody Dance (The Loop! mix)
- 1994 – Adeva – Respect (The Loop! mix)
- 1994 – Tag Team – Here It Is, Bam! (The Loop! mix)
- 1994 – Crown of Creation – Real Life (album, produzione)
- 1995 – Kosmos feat. Mary K – Codo
- 1995 – Prince Ital Joe feat. Marky Mark – Babylon (The Loop! mix)
- 1995 – Nu Love – Can you feel the Love tonight
- 1995 – Chiron – I show you (The Loop! mix)
- 1996 – Sunbeam – Arms of Heaven
- 1996 – Revil O – Little Little
- 1996 – Sunbeam – Dreams
- 1996 – DJ Hooligan – I want you (The Loop! mix)
- 1998 – Clubtone – Put a little Love in your Heart (The Loop! mix)
- 1998 – D.O.N.S. feat. Technotronic – Pump up the Jam (The Loop! mix)
- 1999 – Chrome & Price – Sunrise (Loop D.C. Mix)
- 1999 – Die Matzingers – Anthology (limited edition)
- 2000 – Ratty - Sunrise (Here I Am)
- 2001 – Ratty - Living on video
- 2008 – Sheffield Jumpers – Jump with me